# Bogomil Krajnc
Bogomil Krajnc »Milko«, slovenski sadjar, * 8. junij 1936, Bučkovci pri Mali Nedelji, † 9. april 2020
Osnovno šolo je obiskoval pri Mali Nedelji, nižjo gimnazijo pa v Gornji Radgoni in nato Klasično gimnazijo v Mariboru, kjer je leta 1955 maturiral. Še isto leto se je vpisal na Agronomsko fakulteto v Ljubljani, kjer je jeseni leta 1960 diplomiral. 
Leta 1961 je odslužil vojaški rok v Bihaću. Nato se je zaposlil na Kmetijskem kombinatu v Gornji Radgoni kot referent za sadjarstvo. 
Poročil se je s študentsko kolegico, Pavlo Stare, ki se je prav tako zaposlila na Kmetijskem kombinatu in prevzela vodenje mešalnice močnih krmil v Črncih. 
Kombinat je bil leto dni v prisilni poravnavi in delavci so zapuščali podjetje. Delavski svet ga je tako leta 1970 izvolil za direktorja. Uspelo mu je angažirati številne sodelavce, s katerimi so rešili podjetje. 
Leta 1977 je bil odstavljen z mesta direktorja in našel novo zaposlitev v ABC Pomurki, žena Pavla pa je postala direktorica podjetja Lek v Lipovcih, kjer so izdelovali premikse in supermikse za celotno nekdanjo Jugoslavijo. Tam je uspešno delala vse do odhoda v pokoj.
V času dela v Pomurki mu je uspelo navezati stike z nizozemskimi sadjarji in vrtnarji. Z njihovo pomočjo so bili v Prekmurju in na Štajerskem zasajeni najmodernejši sadovnjaki. 
Bil je tudi eden izmed ustanoviteljev Pomurskega sejma v Gornji Radgoni in njegov dolgoletni strokovni sodelavec. 
Po letu 1981 se je na povabilo tedanjega direktorja, Fedorja Pirkmajerja, zaposlil v Združenju za sadje, krompir in vrtnine Slovenije. Organizirali so prizadeven sadjarski tim, ki je imel vpliv tudi na trgovino s sadjem. Omenjeno združenje se je pozneje specializiralo na posamezne veje kmetijstva in Milko je postal direktor Poslovne skupnosti za sadjarstvo Slovenije. 
V združenju so po vzoru kmetov iz Južne Tirolske poskušali urediti skupno nastopanje producentov na trgu ter uspeli zelo dobro postaviti razmerje v prodajni ceni sadja v okvir 60 odstotkov proizvajalcu in 40 trgovcu. Poleg tega mu je skupaj s še drugimi strokovnjaki uspelo izgraditi sodoben Sadjarski center v Gačniku pri Mariboru.
Uvedli so integrirano pridelavo sadja in blagovno znamko "Sinička", ki je bila odtisnjena na vsakem zabojčku jabolk. Veliko tega je bilo v novih razmerah ukinjenega oz. spremenjenega. Da bo tako, se je zavedal že leta 2000, ko je odšel v pokoj. 
Tudi v pokoju je skušal prispevati k razvoju sadjarstva, pri čemer mi je izdatno pomagala hčerka Katja Krajnc. Skupaj sta prevedla knjigo Biologischer Obstbau (Ekološko sadjarstvo, ki je izšla pri založbi Kmečki glas), Oplemenitena žganja (Ansatzschnäpse, izšla pri Kmetijski založbi v Slovenj Gradcu), Divje sadne vrste na domačem vrtu (Wilde Obstarten im eigenen Garten, prav tako Kmetijska založba v Slovenj Gradcu) in napisala avtorsko knjigo Žlahtni bezeg (prav tako Kmetijska založba v Slovenj Gradcu), ki sta jo v zadnjem letu njegovega življenja predelala in obogatila z aktualnimi in zanimivimi vsebinami ter bo predvidoma izdana spomladi 2021.
1. 1 2  CONOR